# 시킴고산밭쥐
시킴고산밭쥐(Neodon sikimensis)는 비단털쥐과에 속하는 설치류의 일종이다. 부탄과 인도, 네팔, 중국에서 발견된다.

## 특징
시킴고산밭쥐는 머리부터 몸까지 길이가 97~119mm이고, 꼬리 길이는 30~52mm이다. 등 쪽의 털은 짙은 갈색, 하체는 짙은 회색을 띠며, 두 색이 만나는 지점에 황토색-갈색의 중간 줄무늬가 있다. 앞발과 뒷발 모두 윗면은 갈색빛의 흰색이고, 꼬리는 윗면이 갈색이고 아랫면이 흰색으로 두 가지 색을 띤다. 시킴고산밭쥐는 겉모습이 중국관목밭쥐와 아주 유사하지만 두 종은 치열 검사를 통해 구별할 수 있다.

## 분포 및 서식지
시킴고산밭쥐는 동남아시아 일부 지역의 토착종이다. 분포 지역은 부탄과 인도 서벵골 주, 시킴 주 지역부터 네팔 서부와 중부, 동부의 해발 2500m 이상 지역이고, 해발 2100~3700m의 티베트 자치구에서도 발견된다. 일반적인 서식지는 고산 지대 목초지와 거친 방목 지대, 숲 가장자리, 개간 지역이다.

## 보전 상태
시킴고산밭쥐는 분포 지역이 넓고, 전체 개체수가 큰 것으로 추정된다. 랑탕 국립공원과 칸첸중가 국립공원을 포함한 여러 곳의 보호 지역에서 발견된다. 개체수 추이는 알려져 있지 않지만, 적당한 서식지의 상실과 여러 도입종의 증가, 개와 고양이 같은 포식자 등 때문에 위협을 받고 있다. 국제 자연 보전 연맹(IUCN)이 보전 등급을 "관심대상종"으로 분류하고 있다.